# Антоній Дигат
Антоній Леопольд Вінцент Дигат (пол. Antoni Leopold Wincenty Dygat, 11 травня 1886 Екуан — 10 липня 1949 Сан-Паулу) — польський архітектор, містобудівник. Народився у Франції, в сім'ї Людвіка Дигата і Констанції з Карпінських. Закінчив Школу архітектури в Парижі (фр. École Spéciale d'Architecture). Член правління Спілки польської молоді за кордоном. Член підпільної молодіжної організації «Zet». Член правління Спілки архітекторів Республіки Польща. Працював у Польщі у 1925–1938 роках. Опублікував низку статей на тему архітектури. Член журі конкурсу на будинок управління митниці у Гдині (1934). Батько Станіслава Дигата (1914—1978) — письменника. У Варшаві проживав на вулиці Ленчицькій, 2. Помер у Сан-Паулу. Для творчості Дигата характерна функціональність і простота просторових вирішень.
Роботи
- Будинки радіотрансляційних станцій Польського радіо на «Східних торгах» у Львові, а також в Рашині, Торуні і Вільно.
- Проект реставрації і адаптації під офіцерське казино палацу Мнішхів, збудованого у XVIII столітті в Дембліні. Реалізований у 1924–1927 роках.[3]
- Будівля державної друкарні цінних паперів на вулиці Сангушка у Варшаві. Проект 1925–1926 років, реалізований у 1927–1929. Є прикладом форм перехідних від класичних до функціоналізму.[4]
- Дім військового географічного інституту на Алеях єрусалимських у Варшаві. Проект 1933 року.[5]
- Проекти регуляції Повісля і варшавської дільниці Бельведер-Лазєнки.

Нереалізовані
- План регуляції ділянки в місцевості Повіслє між вулицями Новий Світ, Вєйською, Тамка, Ординацькою, Вілянувською, Шарою у Варшаві. Призначений для раціонального розпланування під спорудження прибуткових будинків. Здобув третє місце на конкурсі 1918 року.[6]
- Проект польського павільйону для міжнародної виставки у Парижі 1924 року (рисунок Геннеберга). Один із шести проектів, придбаних комісією польського відділу.[7]
- Конкурсний проект будинку Ліги Націй у Женеві (1927, співавтори Альфонс Грав'є, Мечислав Козловський, Болеслав Журковський).[8]
- Проект планування території у Варшаві за будинком Міністерства оборони на вулиці Нововєйській, а також теренів Уяздовського шпиталю. На варшавській виставці військового будівництва 1933 року експонувався макет. Співавтор Антоній Мішевський.[9]
- Проект регуляції площі Пілсудського у Варшаві (1935, придбаний журі).[10]
- Проект регуляції площі Замкової у Варшаві.[11]
- Проект регуляції Каліша.